# Samosiew
Samosiew – proces samoistnego rozsiewania się nasion, w wyniku którego może powstać nalot. Nasiona mogą być przenoszone na kilka sposobów. 

## Rozsiewanie
- Anemochoria – przy udziale wiatru
- Barochoria – pod wpływem grawitacji
- Zoochoria – przy udziale zwierząt
- Hydrochoria – przy udziale wody

## Ilustracja sposobów rozsiewania

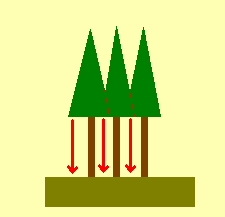
Samosiew górny - najczęściej u drzew z ciężkimi nasionami (dąb, buk), działanie grawitacji.
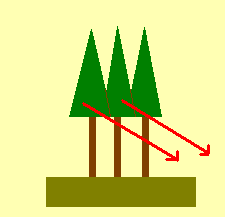
Samosiew boczny - u drzew z lekkimi nasionami (sosna, świerk), działanie grawitacji i siły wiatru.
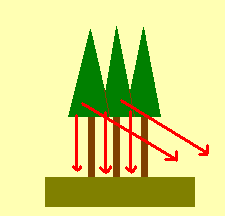
Samosiew kombinowany - połączenie samosiewu górnego i bocznego, działanie grawitacji i siły wiatru.